# Sarnagh
Sarnagh (pers. سرنق) – wieś w Iranie, w ostanie Azerbejdżan Zachodni. W 2006 roku miejscowość liczyła 914 mieszkańców w 223 rodzinach, głównie Azerów. We wsi stoją 2 skalne kościoły. W 1930 roku miało w niej miejsce trzęsienie ziemi, które zniszczyło miejscowość i 3 kościoły (jednego z nich nie odbudowano).